# Thomas Wendrich

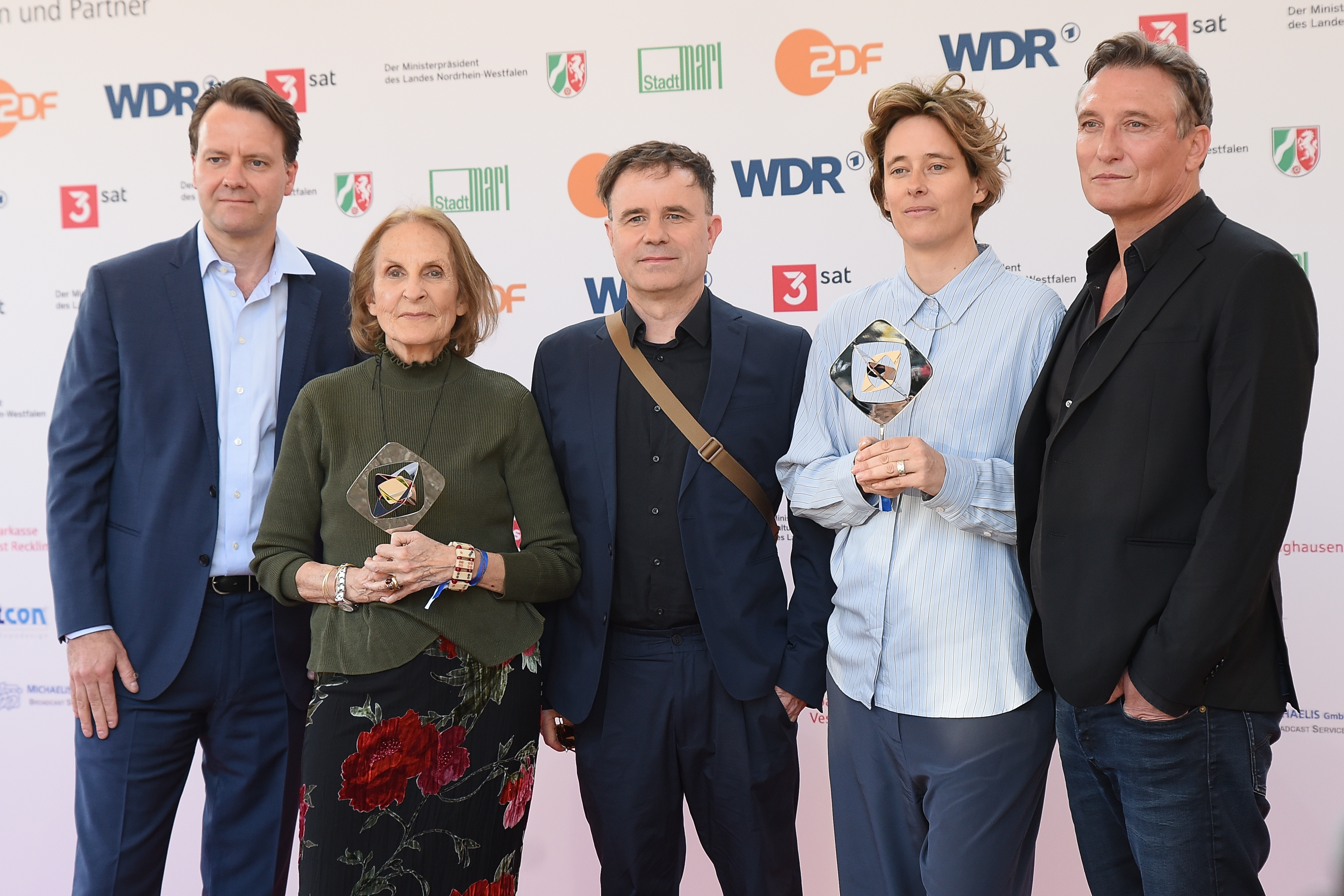
Thomas Wendrich (mi.) bei der Verleihung des Grimme-Preises 2025

Thomas Wendrich (* 1971 in Dresden) ist ein deutscher Drehbuchautor, Regisseur und Schauspieler.

## Leben
Thomas Wendrich studierte Schauspiel von 1990 bis 1994 an der Filmuniversität Babelsberg. Danach war er bis 1999 Mitglied am Berliner Ensemble, spielte unter Peter Zadek, Einar Schleef und Heiner Müller. Von 1999 bis 2001 besuchte er die Drehbuchakademie der dffb. Seit 2001 arbeitet er als freischaffender Autor und Regisseur sowie nach wie vor als Schauspieler. Sein Drehbuch zum ersten Teil der NSU-Trilogie Mitten in Deutschland wurde mehrfach ausgezeichnet, u. a. mit dem Grimme-Preis 2017 im Wettbewerb Fiktion. 2015 erschien sein erster Roman Eine Rose für Putin im Berlin Verlag.
Im Jahr 2022 gewann er für sein Drehbuch zu Andreas Kleinerts Filmbiografie Lieber Thomas den Deutschen Filmpreis.
Wendrich lebt in Berlin.

## Filmografie (Auswahl)
- 2004: Zur Zeit verstorben (Kurzfilm; Drehbuch und Regie)
- 2005: Nimm dir dein Leben
- 2006: Maria am Wasser (Drehbuch und Regie)
- 2007: Freischwimmer
- 2009: Lenz
- 2014: Eine Liebe für den Frieden – Bertha von Suttner und Alfred Nobel
- 2015: Platonow (Drehbuch: Katrin Warnstedt und Thomas Wendrich)
- 2015: Ich und Kaminski
- 2015: Solang ich nicht schiess – Arturo Ui in Tel Aviv (Drehbuch und Regie: Thomas Wendrich und Uwe Preuss)
- 2016: Tatort: Fünf Minuten Himmel
- 2016: Die Täter – Heute ist nicht alle Tage
- 2017: Tatort: Borowski und das dunkle Netz
- 2021: Tatort: Wo ist Mike?
- 2021: Je suis Karl
- 2021: Lieber Thomas
- 2024: Herrhausen – Der Herr des Geldes (Serie) – Drehbuch

## Auszeichnungen
- 2002: Deutscher Drehbuchpreis für Nimm dir dein Leben
- 2016: Fernsehpreis der Deutschen Akademie der Darstellenden Künste in Baden-Baden für Mitten in Deutschland: NSU - Die Täter - Heute ist nicht alle Tage
- 2017: Grimme-Preis im Wettbewerb Fiktion für Mitten in Deutschland: NSU - Die Täter - Heute ist nicht alle Tage
- 2021: Creative Energy Award (Drehbuch) des Internationalen Filmfests Emden-Norderney für Lieber Thomas
- 2022: Deutscher Filmpreis für Lieber Thomas (Bestes Drehbuch)
- 2022: Preis für herausragende Leistungen im deutschen Film der DEFA-Stiftung
- 2024: Auszeichnung für das Beste Drehbuch des Séries Mania Festivals in Lille für Herrhausen - Der Herr des Geldes